# 尤寧布里奇 (馬里蘭州)
尤寧布里奇（英語：Union Bridge）是一個位於美國馬里蘭州卡洛爾縣的市鎮。

## 人口
根據2020年美國人口普查的數據，尤寧布里奇的面積為2.68平方千米，當中陸地面積為2.66平方千米，而水域面積為0.02平方千米。當地共有人口936人，而人口密度為每平方千米349人。